# Florian Kunze
Florian Kunze (* 1981 in Bad Schwalbach) ist ein deutscher Wirtschaftswissenschaftler. Seit 2014 hat er den Lehrstuhl für Organisational Studies der Universität Konstanz inne und leitet das Konstanz Future of Work Lab.

## Werdegang
Florian Kunze studierte von 2001 bis 2006 Diplom Verwaltungswissenschaften an der Universität Konstanz. Im Anschluss promovierte er am Institut für Führung und Personalmanagement der Universität St. Gallen. Für seine Dissertation wurde er mit dem Peter Werhahn Preis für die beste Dissertation in Wirtschaftswissenschaften an der Universität St. Gallen im Jahr 2010 ausgezeichnet.
Nach seiner Dissertation war er als Post-Doc weiterhin am Institut für Führung und Personalmanagement der Universität St. Gallen tätig. Von 2012 bis 2013 verbrachte er einen Gastaufenthalt an der Anderson Business School der University of California, Los Angeles (UCLA). Anschließend (2013–2014) war er als Assistenzprofessor für Leadership an der Universität St. Gallen tätig.
Seit Juli 2014 ist Florian Kunze Inhaber des Lehrstuhls für Organisational Studies am Fachbereich Politik- und Verwaltungswissenschaft der Universität Konstanz.

## Forschungsschwerpunkte
Kunze befasst sich in seiner Forschung mit der Digitalisierung der Arbeitswelt – insbesondere Homeoffice & mobiles Arbeiten, Management des demographischen Wandels und von Diversität in öffentlichen und privaten Organisationen und der Gestaltung von effektivem Führungsverhalten für Individuen, Teams und Organisationen.

## Auszeichnungen
Kunze wurde für seine Forschung mehrfach ausgezeichnet.
- 2010: Dr. Peter Wehrhahn Preis für die beste wirtschaftswissenschaftliche Dissertation an der Universität St. Gallen im Jahr 2010[3]
- 2014: Vontobel-Preis für Altersforschung[5]
- 2015: Parasuraman Outstanding Publication Award der Academy of Management[6]
- 2016: Finalist Personnel Psychology Best Paper Award[7]
- 2019: Academy of Management Conference Best Paper with International Implications[8]
- 2020: Finalist Best Paper Award VHB (Verband der Hochschullehrer für Betriebswirtschaftslehre)

## Veröffentlichungen (Auswahl)
- mit Stephan Boehm, Heike Bruch: Age diversity, age discrimination, and performance consequences – a cross-organizational study. In: Journal of Organizational Behavior. 32 (2), 2011, S. 264–290.
- mit Stephan Boehm, Heike Bruch: Organizational boundary conditions to prevent negative performance consequences of age diversity. In: Journal of Management Studies. 50 (3), 2013, S. 413–442.
- mit Anneloes Raes, Heike Bruch: It matters how old you feel – Organizational-level antecedents and performance consequences of relative-subjective age. In: Journal of Applied Psychology. 100 (5), 2015, S. 1511–1526.
- mit Simon Barend De Jong, Heike Bruch: Consequences of collective-focused and differentiated individual-focused leadership – Development and testing of an organizational-level model. In: Journal of Management. 42 (4), 2016, S. 886–914.
- mit Jochen Menges: Younger supervisors, older subordinates. An organizational-level study of age differences, emotions, and performance. In: Journal of Organizational Behavior 38 (4), 2017, S. 461–486.
- mit Max Reinwald: Being Different, Being Absent? A Dynamic Perspective on Demographic Dissimilarity and Absenteeism in Blue-Collar Teams. In: Academy of Management Journal. 63 (3), 2020, S. 660–684.
- mit David J. G. Dwertmann: More Than Meets the Eye: The Role of Immigration Background for Social Identity Effects. In: Journal of Management. 2020.